# Château du Bois Gamats
 (janvier 2023).
Le château du Bois Gamats (ancien toponyme : Bois Gamast) est situé à Laval dans le département de la Mayenne. Il est connu comme avoir été le quartier général du général Bradley en août 1944.

## Historique

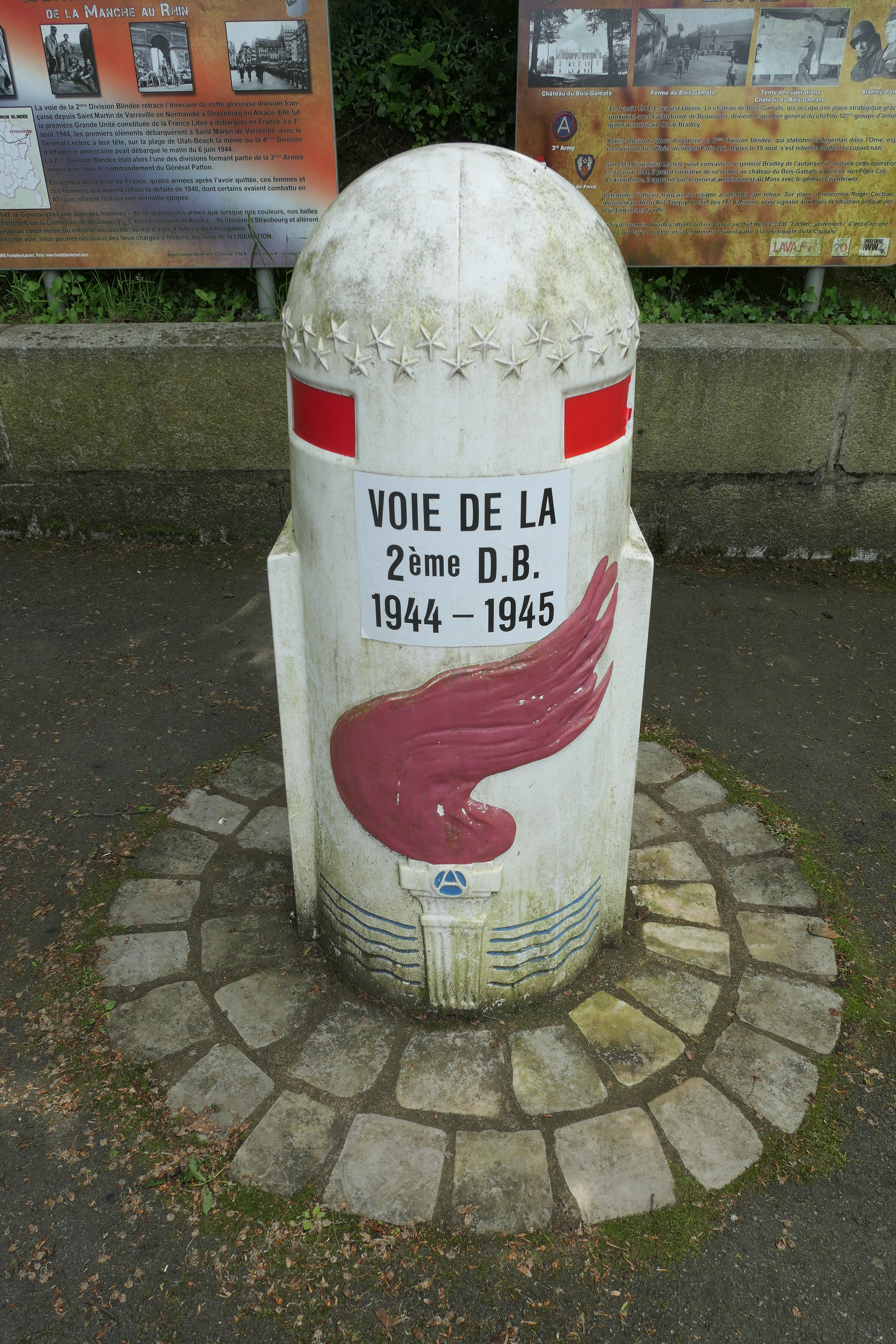
Borne de la voie de la 2e DB devant la grille du château.

Bois Gamats a été construit au XIIe siècle, et reconstruit complètement au XIXe siècle. Ce château possédait un moulin pour la farine et était également un poste de gabelle. 
Proche de l'aéroport de Laval, il est réquisitionné par l'état-major allemand pendant la Seconde Guerre mondiale. Le propriétaire était un ancien officier de Marine, M. de Banville.
Il devient le 7 août 1944, après la libération de Laval, le poste de commandement allié du général Bradley. Il est le lieu d'un évènement historique concernant la libération de Paris : le 22 août 1944, vers 10 h 30, le général Leclerc atterrit sur l’aérodrome. Bradley est absent. Mais Leclerc rencontre le commandant Gallois, adjoint du colonel Rol-Tanguy, qui le renseigne sur la gravité de la situation à Paris qu'il a eu le temps de présenter à Bradley. La situation est tendue, et Leclerc et Gallois s'impatientent. À 19 h 15, Bradley atterrit enfin et autorise Leclerc à foncer sur Paris.
Le propriétaire actuel est André Jaud, créateur des hypermarchés E. Leclerc à Laval.